# Kakumäe
Kakumäe is een subdistrict of wijk (Estisch: asum) binnen het stadsdistrict Haabersti in Tallinn, de hoofdstad van Estland. De wijk telde 2.040 inwoners op 1 januari 2020. ‘Mäe’ hangt samen met mägi, ‘berg’, maar de oorsprong van ‘kaku’ is onduidelijk.
Kakumäe is een schiereiland. Ten westen van Kakumäe ligt de Baai van Kakumäe, ten oosten ervan de Baai van Kopli. Beide baaien zijn onderdeel van de Baai van Tallinn. Verder grenst Kakumäe aan de wijken Õismäe, Vismeistri en Tiskre.

## Geschiedenis

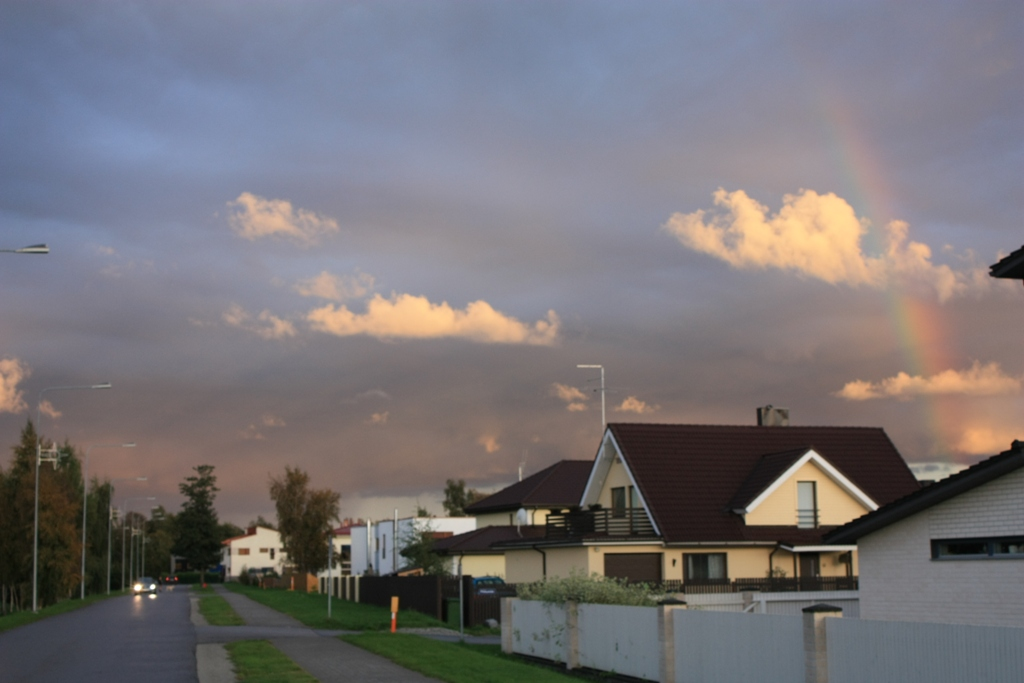
Een straat in Kakumäe

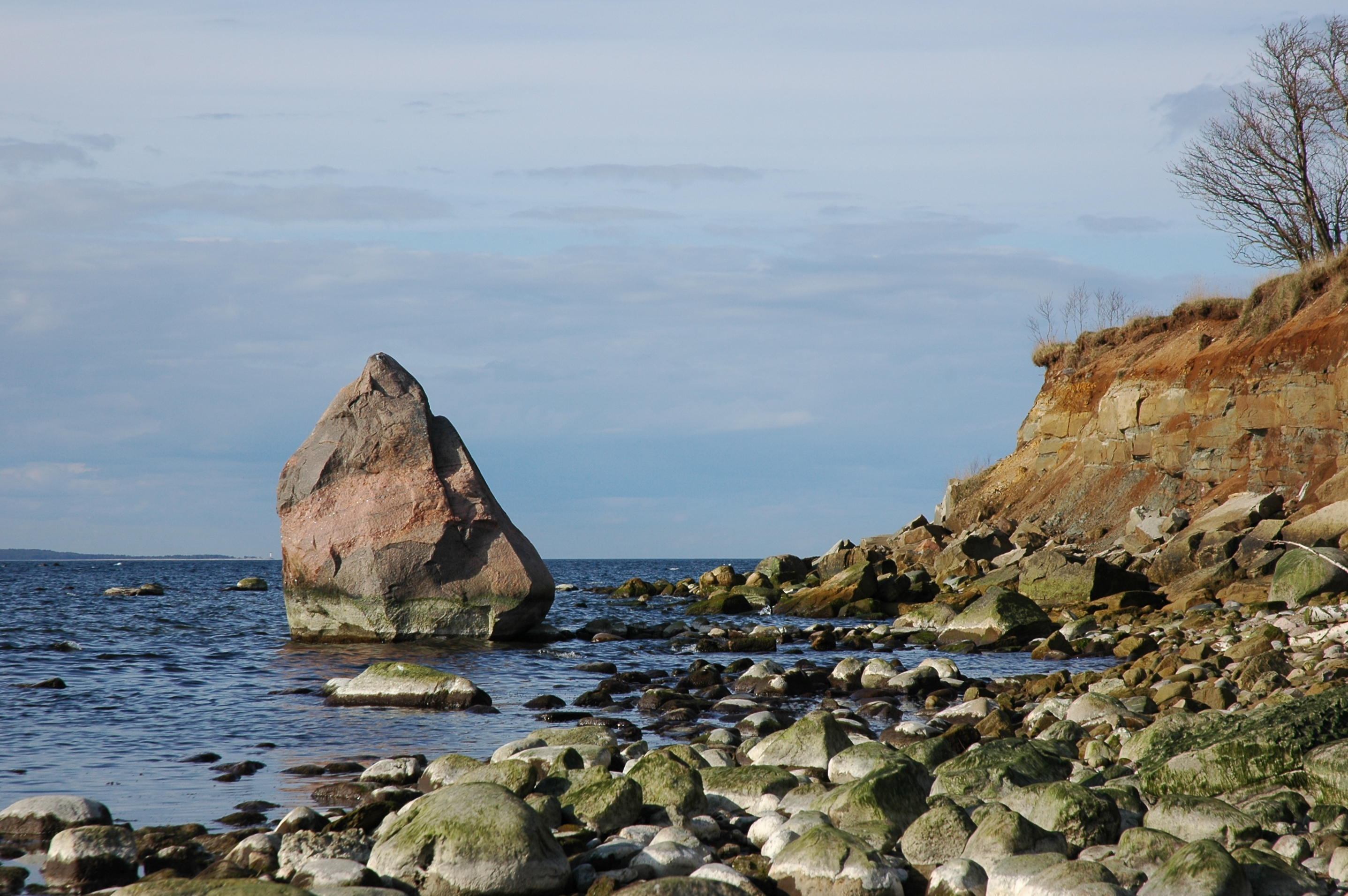
De rots Mustkivi (‘zwarte steen’) voor de kust van Kakumäe

In een document uit 1469 wordt gemeld dat een beek met de naam Kakamaye een brug heeft gekregen. Die beek bestaat niet meer. In 1697 wordt een dorp Kakomäggi vermeld. Dat was de Duitse naam voor Kakumäe.
In de tijd van tsaar Peter de Grote werden op de noordpunt van het schiereiland vestingwerken aangelegd, waarvan nog steeds restanten over zijn.
Kakumäe kwam pas in 1975 bij Tallinn. Voor die tijd was het een afzonderlijk dorp.

## Voorzieningen
Het grootste deel van het schiereiland heeft een steile, rotsachtige kust, maar er is ook een strand, Kakumäe rand, dat heel populair is bij de bevolking van Tallinn. De wijk heeft ook een jachthaven. Een groot deel van het schiereiland bestaat uit bos. De beek Tiskre oja vormt de grens met Tiskre.
Er zijn enkele kleine bedrijven in de wijk gevestigd, naast het grote visverwerkingsbedrijf Spratfil.

## Vervoer
De Vabaõhumuuseumi tee (‘Openluchtmuseumweg’) vormt de grens van Kakumäe met Vismeistri en Õismäe. De Kakumäe tee loopt vanaf de grens met Vismeistri tot aan de punt van het schiereiland.
Kakumäe is door buslijnen verbonden met het Baltische Station en de wijk Väike-Õismäe.